# Cessna 650 Citation III
El avión marca Cessna, modelo Citation 650-III, también conocido como Cessna Citation 650-III es un avión de negocios a reacción de tamaño medio, fabricado por la compañía estadounidense Cessna en Wichita, Kansas.  Basándose en el Citation III se realizados diversos desarrollos, que fueron comercializadas bajo el nombre de Citation 650-VI y Citation 650-VII.

## Variantes
- Citation 650-III diseño inicial.[1]
- Citation 650-IV propuesta de mejora sobre el modelo III, que finalmente fue cancelado por Cessna.
- Citation 650-VI derivado de bajo costo del Citation III que disponía de aviónica diferente y de un interior sin opción a ser personalizado.
- Citation 650-VII mejora del modelo III que se produjo desde el año 1992 hasta el año 2000.[2]

### Desarrollos relacionados
- Cessna Citation

### Aeronaves similares
- Hawker 800XP
- Learjet 45